# Orcines
Orcines (/ɔʁ.sin/) est une commune française située dans le département du Puy-de-Dôme, en région Auvergne-Rhône-Alpes. Elle fait partie de l'aire d'attraction de Clermont-Ferrand. Elle est située dans la couronne périurbaine de Clermont-Ferrand.

## Géographie

### Localisation

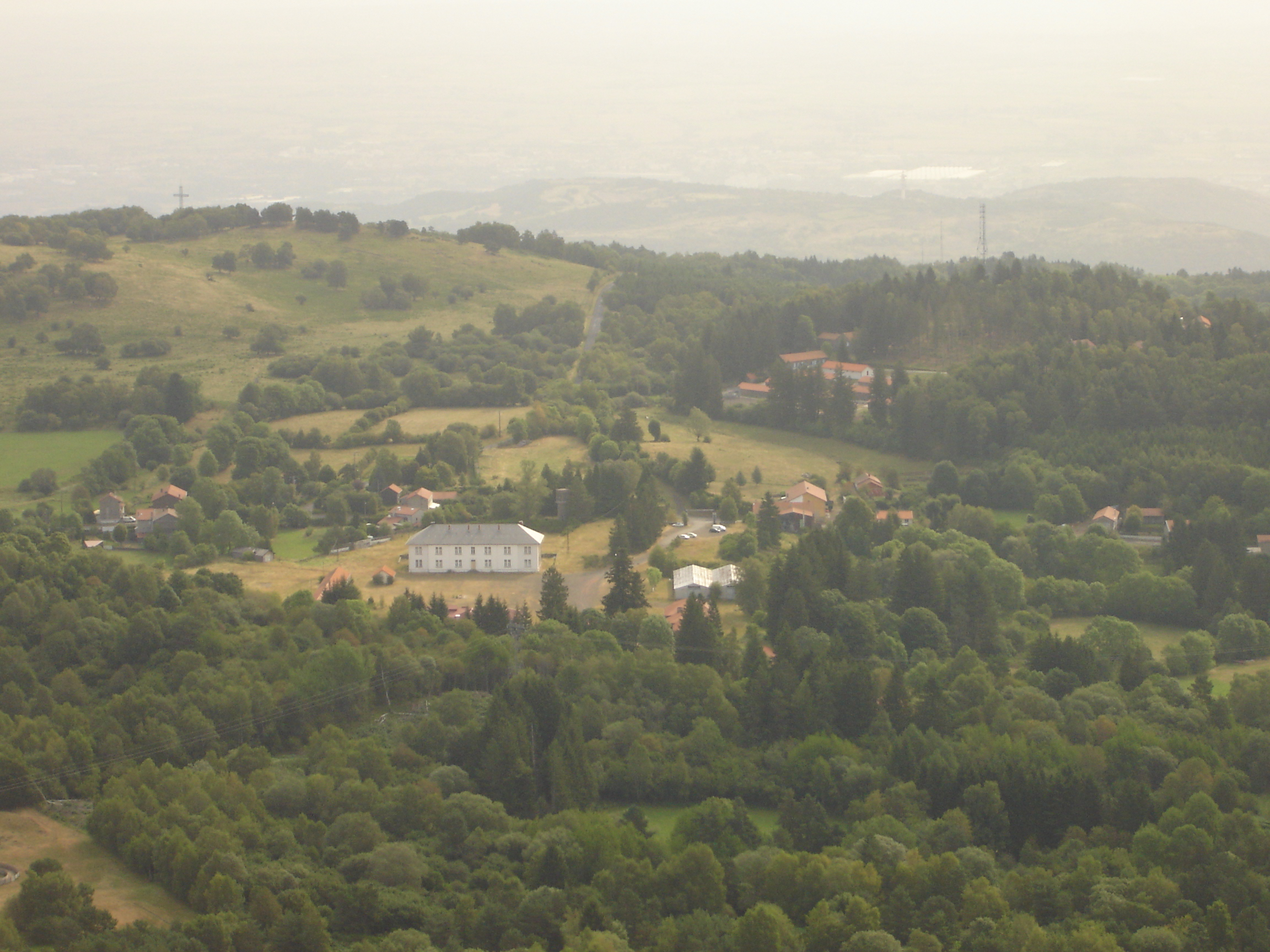
Vue sur La Fontaine du Berger.

Cette localité du Massif central se trouve au cœur de la chaîne des Puys, à une altitude de 836 m, à l'ouest de Clermont-Ferrand. Le puy de Dôme, qui culmine à 1 465 m, est situé sur le territoire de la commune.
Outre Orcines proprement dit, la commune comprend aussi quinze villages ou lieux-dits : Ternant, Sarcenat, La Fontaine du Berger, Chez Vasson, Le Gressigny, Solagnat, La Baraque, Villars, La Font de l'Arbre, Montrodeix, Enval, Le Cheix, Bonnabry, Bellevue et Fontanas, l'un des plus remarquables.

### Communes limitrophes
Neuf communes sont limitrophes d'Orcines :
Les communes limitrophes sont  Ceyssat, Chamalières, Chanat-la-Mouteyre, Clermont-Ferrand, Durtol, Royat, Saint-Genès-Champanelle et Saint-Ours.
| Saint-Ours | Chanat-la-Mouteyre      | Durtol                        |
| Mazaye     | Orcines                 | Chamalières, Clermont-Ferrand |
| Ceyssat    | Saint-Genès-Champanelle | Royat                         |

### Géologie et relief

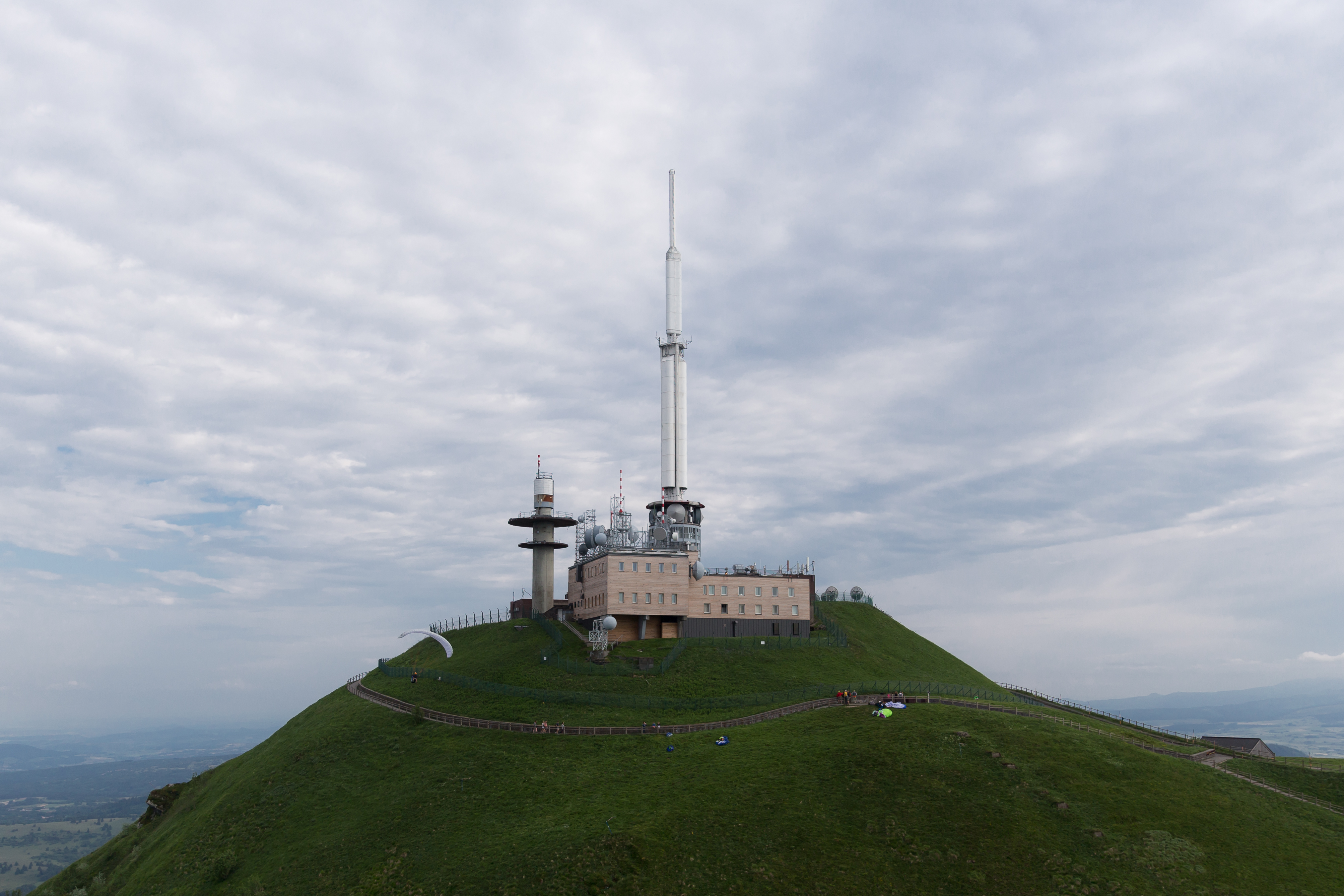
Vue aérienne depuis un parapente sur la face Nord du pylône TDF du puy de Dôme, point culminant d'Orcines à 1465 mètres.

La superficie de la commune est de 4 273 hectares ; son altitude varie entre 480 et 1 465 mètres.

### Voies de communication et transports

#### Voies routières
La commune d'Orcines est traversée par plusieurs routes départementales, dont deux majeures reliant la capitale auvergnate à l'ouest du département (vers Limoges et Tulle).
La route départementale 941, au départ de Clermont-Ferrand, emprunte une montée (route du Puy-de-Dôme, rampe de 10 %) aménagée à deux voies dans le sens de la montée et une dans le sens de la descente, jusqu'à La Baraque. Elle continue vers Saint-Ours, Pontgibaud, l'autoroute A 89 et Limoges. C'est aussi par cette route que l'on accède au centre-ville par la route départementale 90. Un point de vue avec table d'orientation a été aménagé, sur le territoire de la commune d'Orcines, au droit d'un virage, offrant une vue panoramique sur Clermont-Ferrand, au-dessus du quartier des Hauts de Chamalières. Jusqu'en 2006, il s'agissait, entre Clermont-Ferrand et La Baraque, de la RD 941A (section de l'ancienne RN 141A) et, entre La Baraque et Pontgibaud, de la RD 941B (section de l'ancienne RN 141B).
La route départementale 942 (anciennement RD 941A) relie La Baraque à Nébouzat en direction de Tulle par la RD 2089, ancienne route nationale 89 ; elle dessert La Font de l'Arbre au carrefour giratoire avec la RD 68.
Au sud du centre-bourg, Fontanas et La Font de l'Arbre sont traversées par la RD 68 en provenance de Royat. Celle-ci continue à l'ouest vers le parking du Panoramique des Dômes (chemin de fer à crémaillère permettant d'accéder au sommet du Puy de Dôme) et Ceyssat.
La RD 90 relie du nord au sud les villages de Ternant et de Fontanas via le centre-ville.
La RD 768, en provenance de Durtol, dessert les hameaux de Villars, de Fontanas et de Montrodeix.
Au nord de la commune, la RD 559 dessert le hameau de Ternant. Elle croise la RD 774, desservant les lieux-dits du Gressigny et de Bonnabry, ainsi que la RD 773 (vers La Fontaine du Berger) et la RD 775 (vers Chanat-la-Mouteyre). Il existe aussi une RD 774A.

Routes de la commune d'Orcines
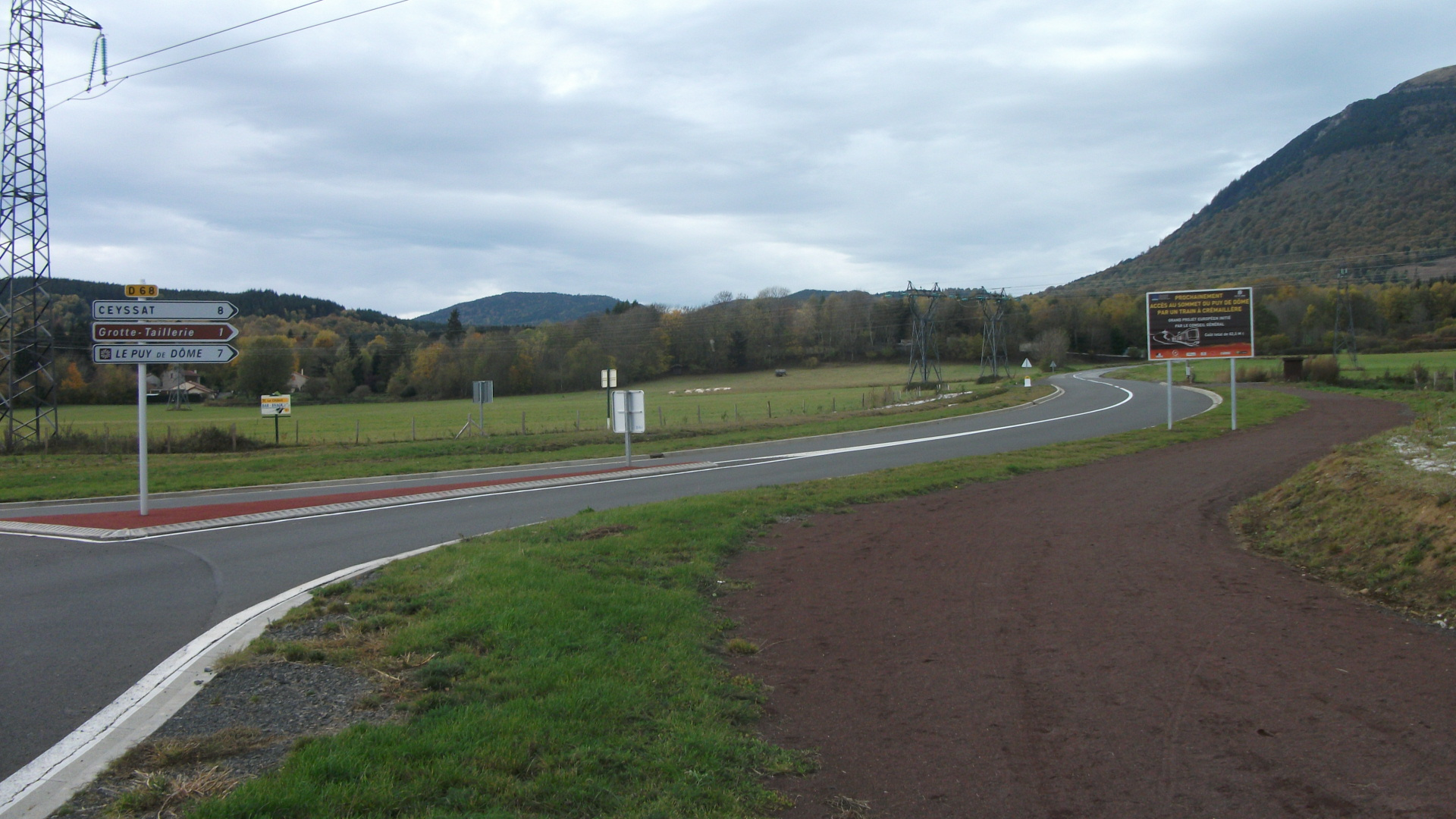
La RD 68 en direction de Ceyssat et le sommet du Puy de Dôme en octobre 2011.
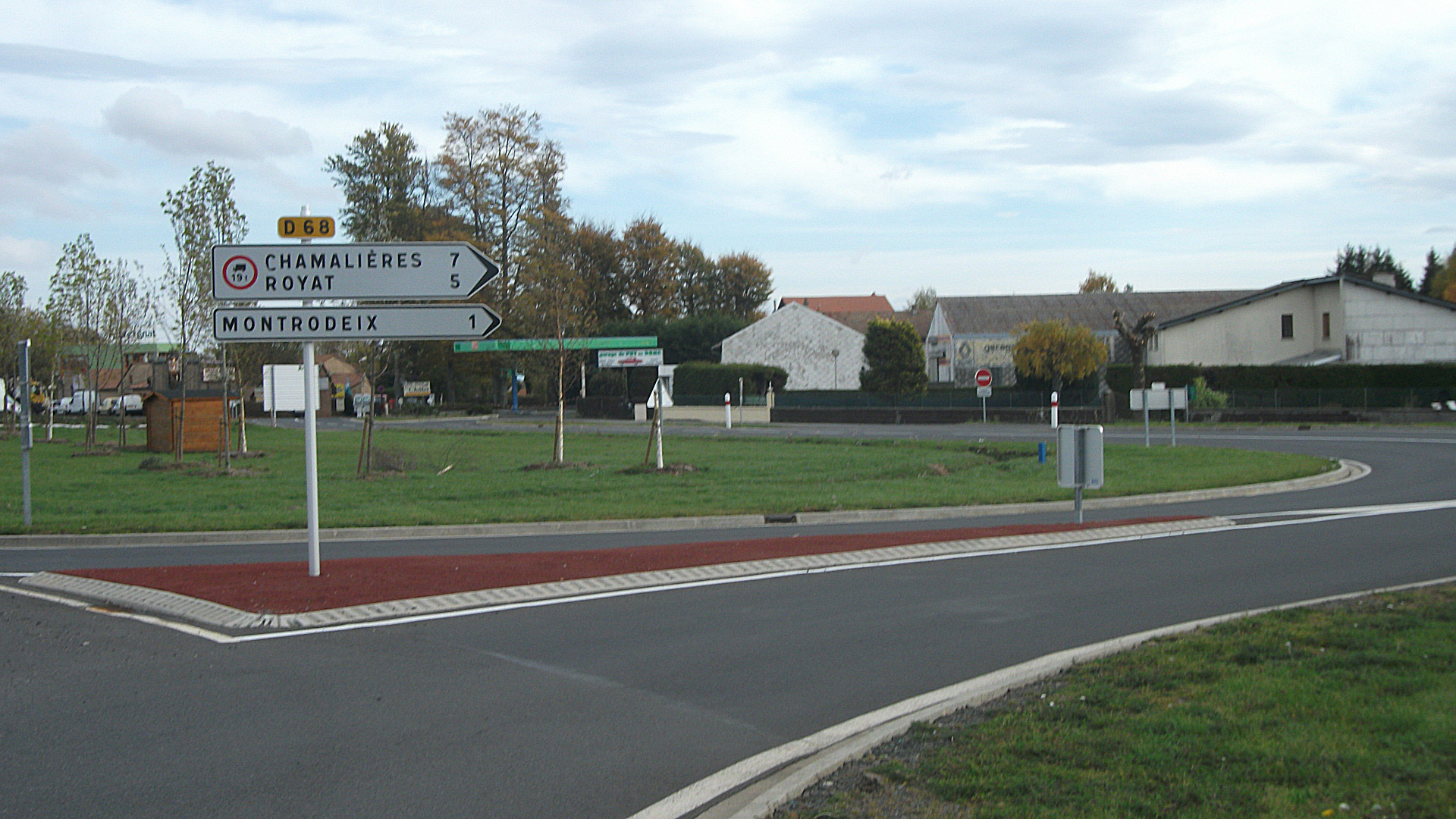
La RD 68 en direction de Chamalières et Royat (vers La Font de l'Arbre) en octobre 2011.
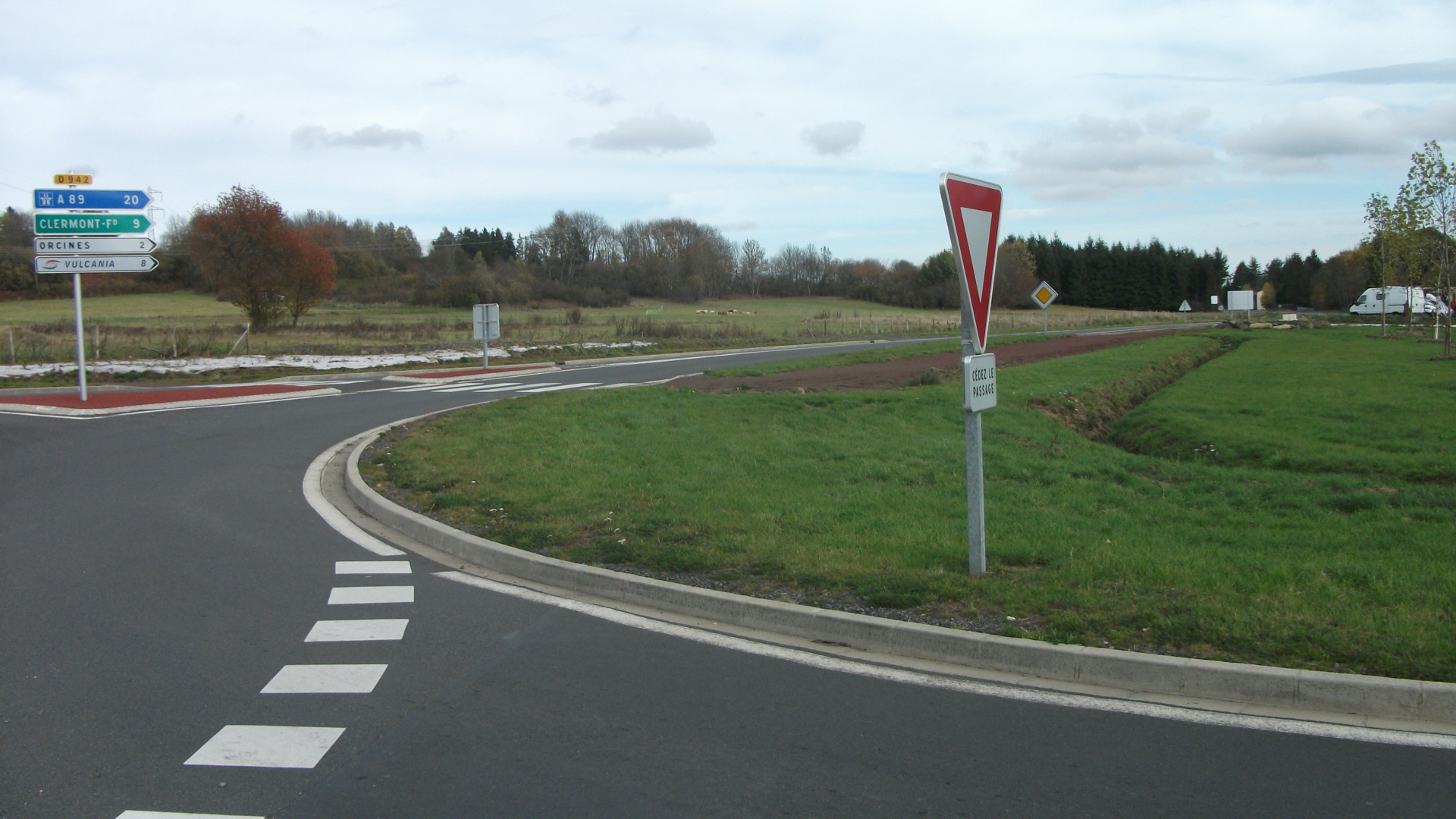
La RD 942 en direction de Clermont-Ferrand et Orcines Bourg en octobre 2011.
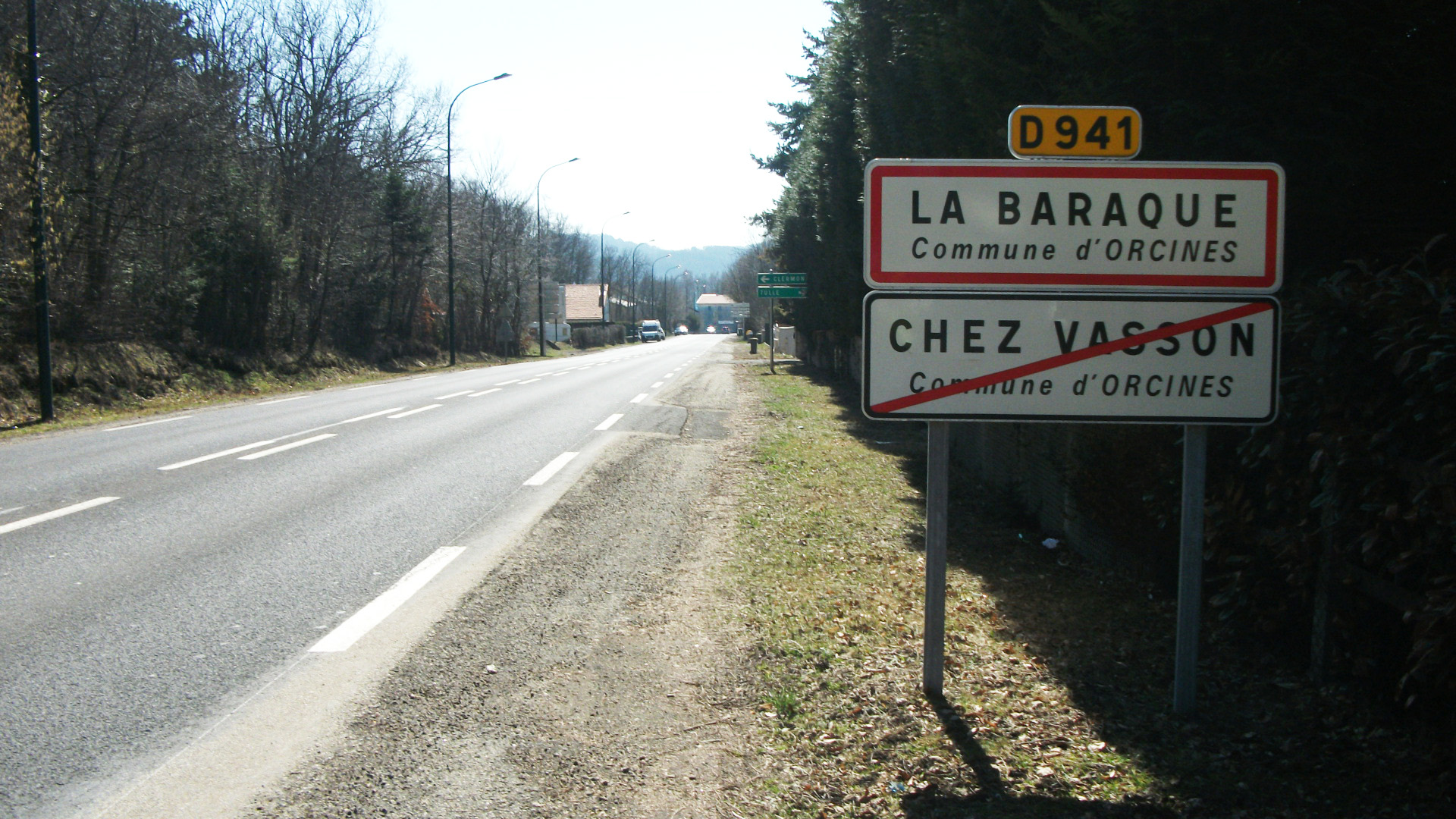
Entrée de La Baraque et sortie de Chez Vasson par la D 941 en mars 2012.

#### Transports en commun
Orcines est desservie par le transport à la demande du réseau T2C. Fonctionnant du lundi au samedi, il permet des correspondances avec les lignes fortes du réseau (notamment le tramway et les lignes de bus B et C).

#### Transports ferroviaires
Orcines ne possède pas de gare ferroviaire. La ligne ferroviaire la plus proche appartenant au réseau ferré national est la ligne d'Eygurande - Merlines à Clermont-Ferrand ; la gare la plus proche est celle de Durtol - Nohanent accessible depuis le centre-ville par les RD 774 et 559 ou par la route de Champiot (RD 768) depuis Villars.
La voie du Panoramique des Dômes est à écartement de 1 m (voie métrique).

### Climat
Pour des articles plus généraux, voir Climat d'Auvergne-Rhône-Alpes et Climat du Puy-de-Dôme.
En 2010, le climat de la commune est de type climat de montagne, selon une étude du Centre national de la recherche scientifique s'appuyant sur une série de données couvrant la période 1971-2000. En 2020, Météo-France publie une typologie des climats de la France métropolitaine dans laquelle la commune est exposée à un climat de montagne ou de marges de montagne et est dans une zone de transition entre les régions climatiques « Ouest et nord-ouest du Massif Central » et « Nord-est du Massif Central ».
Pour la période 1971-2000, la température annuelle moyenne est de 8,9 °C, avec une amplitude thermique annuelle de 15,5 °C. Le cumul annuel moyen de précipitations est de 1 121 mm, avec 9,8 jours de précipitations en janvier et 8,4 jours en juillet. Pour la période 1991-2020, la température moyenne annuelle observée sur la station météorologique installée sur la commune est de 8,2 °C et le cumul annuel moyen de précipitations est de 1 023,7 mm,. Pour l'avenir, les paramètres climatiques de la commune estimés pour 2050 selon différents scénarios d'émission de gaz à effet de serre sont consultables sur un site dédié publié par Météo-France en novembre 2022.
| Mois                                  | jan.             | fév.           | mars           | avril         | mai             | juin          | jui.          | août           | sep.          | oct.             | nov.             | déc.            | année      |
| ------------------------------------- | ---------------- | -------------- | -------------- | ------------- | --------------- | ------------- | ------------- | -------------- | ------------- | ---------------- | ---------------- | --------------- | ---------- |
| Température minimale moyenne (°C)     | −2,1             | −2,3           | −0,3           | 2,1           | 5,6             | 9             | 10,6          | 10,6           | 7,4           | 5,2              | 1                | −1,2            | 3,8        |
| Température moyenne (°C)              | 1,3              | 1,4            | 4,2            | 6,8           | 10,5            | 14,2          | 16            | 16             | 12,3          | 9,4              | 4,6              | 2,1             | 8,2        |
| Température maximale moyenne (°C)     | 4,7              | 5              | 8,6            | 11,6          | 15,4            | 19,3          | 21,5          | 21,5           | 17,3          | 13,7             | 8,1              | 5,5             | 12,7       |
| Record de froid (°C) date du record   | −17,1 03.01.1993 | −20,6 05.02.12 | −20,6 01.03.05 | −6,8 08.04.21 | −2,8 07.05.1997 | −1,2 04.06.01 | 1,4 17.07.00  | 0,5 30.08.1998 | −1,9 19.09.10 | −10,2 29.10.1997 | −13,5 22.11.1993 | −16,6 24.12.01  | −20,6 2012 |
| Record de chaleur (°C) date du record | 20,2 06.01.1999  | 21,2 26.02.19  | 22,3 24.03.01  | 24,4 15.04.15 | 28,6 22.05.22   | 34,6 27.06.19 | 34,7 24.07.19 | 35,5 18.08.12  | 30,7 04.09.23 | 28,9 02.10.23    | 24,2 08.11.15    | 18,8 13.12.1994 | 35,5 2012  |
| Précipitations (mm)                   | 73,6             | 63,2           | 67,2           | 94,8          | 102,7           | 88,9          | 96,3          | 84,9           | 87,5          | 84,4             | 94,1             | 86,1            | 1 023,7    |

## Urbanisme

### Typologie
Au 1er janvier 2024, Orcines est catégorisée bourg rural, selon la nouvelle grille communale de densité à sept niveaux définie par l'Insee en 2022.
Elle appartient à l'unité urbaine d'Orcines, une unité urbaine monocommunale constituant une ville isolée,. Par ailleurs la commune fait partie de l'aire d'attraction de Clermont-Ferrand, dont elle est une commune de la couronne,. Cette aire, qui regroupe 209 communes, est catégorisée dans les aires de 200 000 à moins de 700 000 habitants,.

### Occupation des sols
L'occupation des sols de la commune, telle qu'elle ressort de la base de données européenne d’occupation biophysique des sols Corine Land Cover (CLC), est marquée par l'importance des forêts et milieux semi-naturels (61 % en 2018), une proportion sensiblement équivalente à celle de 1990 (61,5 %). La répartition détaillée en 2018 est la suivante : 
forêts (52,9 %), prairies (15 %), zones agricoles hétérogènes (14,8 %), milieux à végétation arbustive et/ou herbacée (8,1 %), zones urbanisées (7,4 %), espaces verts artificialisés, non agricoles (1,9 %). L'évolution de l’occupation des sols de la commune et de ses infrastructures peut être observée sur les différentes représentations cartographiques du territoire : la carte de Cassini (XVIIIe siècle), la carte d'état-major (1820-1866) et les cartes ou photos aériennes de l'IGN pour la période actuelle (1950 à aujourd'hui).

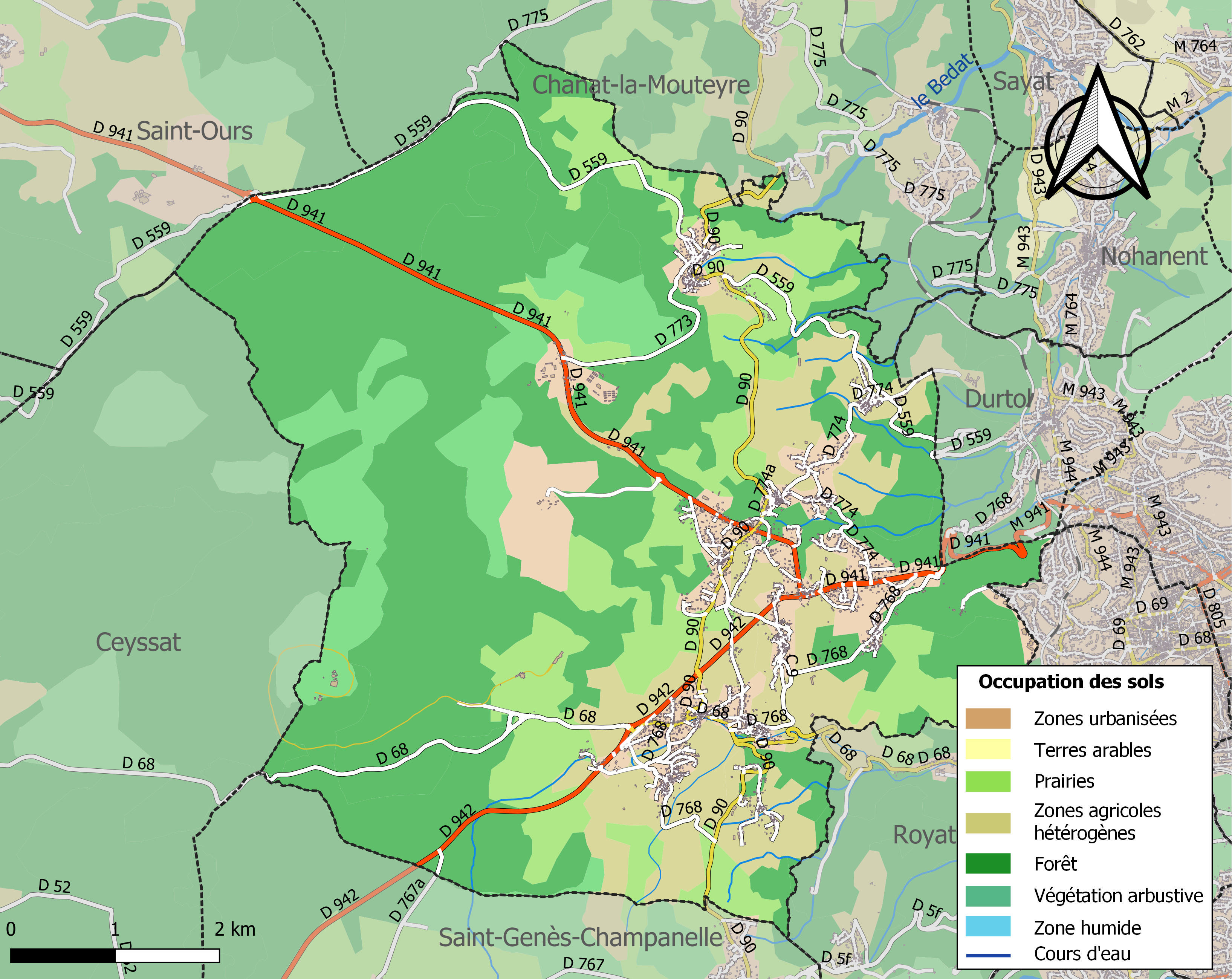
Carte des infrastructures et de l'occupation des sols de la commune en 2018 (CLC).

### Logement
Dans un environnement verdoyant à forte emprise agricole, à 8 km seulement de l'ancienne capitale régionale, l'habitat dispersé des nombreux hameaux d'Orcines constitue une sorte de banlieue résidentielle où les villas bien entourées le disputent aux grandes fermes restaurées.
En 2014, la commune comptait 1 610 logements, contre 1 523 en 2009. Parmi ces logements, 88,3 % étaient des résidences principales, 4,4 % des résidences secondaires et 7,3 % des logements vacants. Ces logements étaient pour 9,4 % d'entre eux des maisons individuelles et pour 10,2 % des appartements.
La proportion des résidences principales, propriétés de leurs occupants était de 82,6 %, en hausse sensible par rapport à 2009 (82 %). La part de logements HLM loués vides était de 0,7 % (contre 0,4 %).

### Risques naturels et technologiques
La commune est soumise à plusieurs risques :
- feu de forêt ;
- mouvement de terrain ;
- phénomène lié à l'atmosphère ;
- séisme (zone de sismicité de niveau 3).

Elle n'est pas dotée d'un dossier d'information communal sur les risques majeurs, ni d'un plan communal de sauvegarde.
Douze cavités souterraines sont recensées sur la commune.

## Toponymie
L'étymologie d'Orcines, du latin ursinus, est présente à travers l'ours noir qui lui fait face. Ce nom deviendra Orsinas en auvergnat et Orcines en français.
Par le passé, Orcines s'écrivait Oreines sous l'an II et Orienes et Villars sous le Bulletin des lois.
Fontanas, petit village proche de Royat, tire son nom de l'ancien auvergnat fontanas qui, avec ce pluriel, veut dire « les fontaines » voire une grosse fontaine et dériverait dans ce cas de « fontanaça ». Les nombreuses fontaines qui sont disposées à chaque coin de rues confirment cette origine.

## Histoire
L'histoire d'Orcines est liée à celle du puy de Dôme, auquel il faut se reporter pour les données concernant l’édification du temple de Mercure par les Romains, ou encore les expériences sur la pression atmosphérique menées par Blaise Pascal. L'agglomération romaine du col de Ceyssat se trouve au sud du puy de Dôme, sur les communes de Ceyssat, Orcines et Saint-Genès-Champanelle.
Le village lui-même a longtemps vécu de l'élevage des moutons, ainsi que de la cueillette des genêts, que les boulangers des alentours achetaient aux habitants pour chauffer leurs fours.
Aujourd'hui le village vit toujours de l'élevage, mais aussi des céréales et du bois, et bénéficie de l'essor touristique de la région : activités sportives, randonnées, curiosités géologiques, auxquelles s'ajoute l'attrait du tout proche complexe culturel et scientifique Vulcania, situé dans le parc naturel régional des volcans d'Auvergne.

## Politique et administration

### Découpage territorial
De 1793 à 1801, la municipalité s'appelait Oreines et Montrodes ; elle dépendait de l'arrondissement de Clermont-Ferrand et du canton de Chamalières.
En 1801, elle est rattachée au canton de Clermont-Ferrand-Nord. Le décret no 82-122 du 2 février 1982, paru au Journal officiel le 4 février, modifie le découpage de certains cantons dans l'agglomération clermontoise. En lieu et place de cette ancienne fraction de canton, quatre cantons sont créés, dont un canton de Royat comprenant cinq communes incluant Orcines.
À la suite du redécoupage des cantons du département, il est créé un canton d'Orcines regroupant vingt-trois communes (décret no 2014-210 du 21 février 2014). Depuis les élections départementales de mars 2015, Orcines est le bureau centralisateur de ce canton.

### Tendances politiques et résultats
Aux élections législatives de 2012, la députée Danielle Auroi, élue dans la 3e circonscription, n'a pas recueilli la majorité des voix au second tour (48,21 %). 67,09 % des électeurs ont voté.
Aux élections municipales de 2014, le maire sortant, Jean-Marc Morvan, s'est représenté et a remporté les élections au 1er tour avec un score de 57,61 % des voix, dix-huit sièges au conseil municipal dont deux au conseil communautaire. Il bat Denis Cheville (candidat DVG) qui n'obtient que cinq sièges au conseil municipal. Le taux de participation s'élève à 75,61 %.
Aux élections européennes de 2014, la commune a voté en majorité pour la liste UMP de Brice Hortefeux avec 23,55 % des voix ; la liste FN arrive en deuxième position avec 17,66 % des voix. Le taux de participation est de 53,37 %.
Aux élections départementales de 2015, le binôme Martine Bony - Jean-Marc Boyer (Union de la droite) a recueilli 53,45 % des voix (813 votants sur 1 521 exprimés), suivant la tendance du canton dont ce binôme a été élu au premier tour. Le taux de participation est de 58,22 % (1 607 votants sur 2 760 inscrits).
Aux élections européenne de 2024, la commune vote en majorité pour le RN à 22,6 %, Renaissance à 19,3 % et le PS à 17,6 %. Avec un taux de participation de 64,56 %.

### Administration municipale
Compte tenu de la population (3 282 habitants en 2011), vingt-trois membres sont élus au conseil municipal.
Le conseil municipal a désigné, le 29 mars 2014, cinq adjoints et dix-sept conseillers municipaux (3 au bourg, 2 à Montrodeix, Ternant, La Font de l'Arbre et à Chez Vasson et 1 à Villars, Bellevue, Bournazet, Le Cheix, Solagnat et Le Gressigny).

### Liste des maires

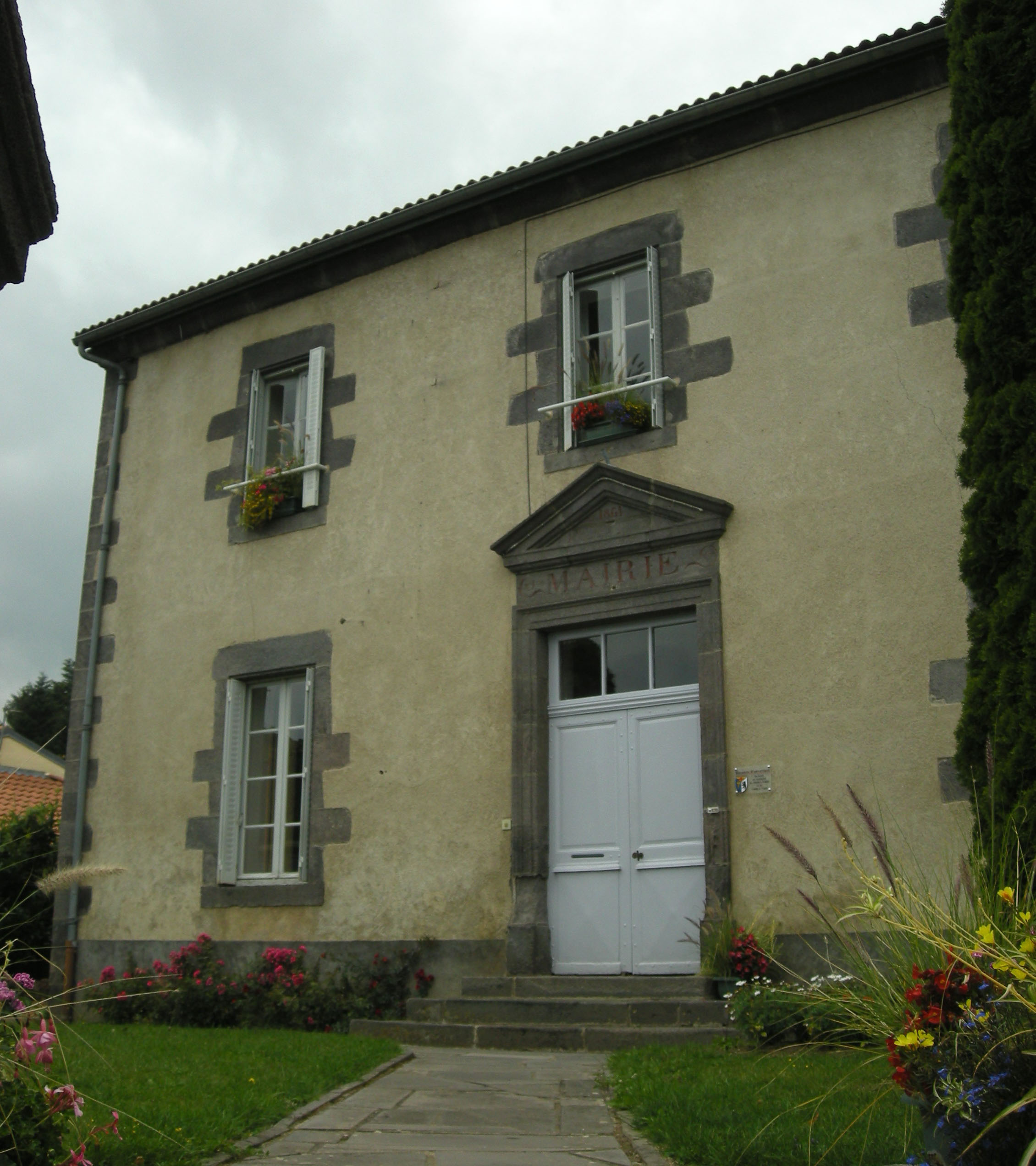
La mairie.

| Période   | Période                    | Identité                             | Étiquette | Qualité                                                                                               |
| --------- | -------------------------- | ------------------------------------ | --------- | --- |
| 1797      | 1820                       | Savaron J.B. (réélu en 1806 et 1811) |           | |
| 1820      | 1827                       | Guillaume De l'Huillier Daluzet      |           | |
| 1827      | 1833                       | Juge Solignat (réélu en 1831)        |           | |
| 1833      | 1840                       | Jean-Marie Monnet                    |           | |
| 1840      | 1872                       | Annet-Félix Cellier (réélu en 1846)  |           | |
| 1875      | 1884                       | Amable Teyras de Grandval            |           | |
| 1884      | 1888                       | Jules Querat                         |           | |
| 1888      | 1900                       | Jacques Cellier                      |           | |
| 1900      | 1907                       | Jean Ameil                           |           | |
| 1907      | 1920                       | Pierre Barthomeuf                    |           | |
| 1920      | 1940                       | Antoine Monnet                       |           | |
| 1940      | 1945                       | Jean Astier                          |           | |
| 1945      | 1967                       | Sylvain Bonnet                       |           | |
| 1967      | 1977                       | Pierre Ladant                        |           | |
| mars 1977 | mars 1989                  | Georges Monnet                       | RPR       | Conseiller général du canton de Royat (1982-2001)                                                     |
| mars 1989 | mars 2001                  | Michel Faure                         |           | |
| mars 2001 | mars 2008                  | Patrick Collas                       | PS        | Vice-président de Clermont Communauté (2001-2008)                                                     |
| mars 2008 | En cours (au 28 août 2020) | Jean-Marc Morvan,                    | DVD       | Chargé de mission rectorat Vice-président de Clermont Communauté, puis de Clermont Auvergne Métropole |

## Population et société

### Démographie

#### Évolution démographique
L'évolution du nombre d'habitants est connue à travers les recensements de la population effectués dans la commune depuis 1793. Pour les communes de moins de 10 000 habitants, une enquête de recensement portant sur toute la population est réalisée tous les cinq ans, les populations de référence des années intermédiaires étant quant à elles estimées par interpolation ou extrapolation. Pour la commune, le premier recensement exhaustif entrant dans le cadre du nouveau dispositif a été réalisé en 2005.

En 2022, la commune comptait 3 584 habitants, en évolution de +6,54 % par rapport à 2016 (Puy-de-Dôme : +2,1 %, France hors Mayotte : +2,11 %).
| 1793  | 1800  | 1806  | 1821  | 1831  | 1836  | 1841  | 1846  | 1851  |
| ----- | ----- | ----- | ----- | ----- | ----- | ----- | ----- | ----- |
| 1 340 | 1 166 | 1 482 | 1 768 | 1 701 | 1 712 | 1 675 | 1 724 | 1 660 |

| 1856  | 1861  | 1866  | 1872  | 1876  | 1881  | 1886  | 1891  | 1896  |
| ----- | ----- | ----- | ----- | ----- | ----- | ----- | ----- | ----- |
| 1 638 | 1 600 | 1 696 | 1 572 | 1 700 | 1 557 | 1 590 | 1 531 | 1 615 |

| 1901  | 1906  | 1911  | 1921  | 1926  | 1931  | 1936  | 1946  | 1954  |
| ----- | ----- | ----- | ----- | ----- | ----- | ----- | ----- | ----- |
| 1 590 | 1 611 | 1 526 | 1 368 | 1 333 | 1 376 | 1 370 | 1 304 | 1 417 |

| 1962  | 1968  | 1975  | 1982  | 1990  | 1999  | 2005  | 2006  | 2010  |
| ----- | ----- | ----- | ----- | ----- | ----- | ----- | ----- | ----- |
| 1 569 | 1 814 | 2 104 | 2 516 | 2 873 | 3 067 | 3 254 | 3 255 | 3 296 |

| 2015  | 2020  | 2022  | - | - | - | - | - | - |
| ----- | ----- | ----- | - | - | - | - | - | - |
| 3 357 | 3 545 | 3 584 | - | - | - | - | - | - |

#### Pyramide des âges
En 2018, le taux de personnes d'un âge inférieur à 30 ans s'élève à 28,7 %, soit en dessous de la moyenne départementale (34,2 %). À l'inverse, le taux de personnes d'âge supérieur à 60 ans est de 30,0 % la même année, alors qu'il est de 27,9 % au niveau départemental.
En 2018, la commune comptait 1 692 hommes pour 1 748 femmes, soit un taux de 50,81 % de femmes, légèrement inférieur au taux départemental (51,59 %).
Les pyramides des âges de la commune et du département s'établissent comme suit.
| Hommes | Classe d’âge | Femmes |
| ------ | ------------ | ------ |
| 0,3    | 90 ou +      | 1,1    |
| 7,3    | 75-89 ans    | 8,6    |
| 20,7   | 60-74 ans    | 21,9   |
| 21,4   | 45-59 ans    | 20,9   |
| 20,5   | 30-44 ans    | 19,8   |
| 12,0   | 15-29 ans    | 11,0   |
| 17,8   | 0-14 ans     | 16,7   |

| Hommes | Classe d’âge | Femmes |
| ------ | ------------ | ------ |
| 0,7    | 90 ou +      | 2,1    |
| 7,4    | 75-89 ans    | 10,2   |
| 17,7   | 60-74 ans    | 18,6   |
| 20,2   | 45-59 ans    | 19,2   |
| 18,4   | 30-44 ans    | 17,4   |
| 18,6   | 15-29 ans    | 17,2   |
| 17     | 0-14 ans     | 15,3   |

### Enseignement
Orcines dépend de l'académie de Clermont-Ferrand.
Dans l'enseignement public, la commune gère l'école élémentaire publique située dans le village de La Font de l'Arbre, qui comptabilisait 222 élèves pour l'année scolaire 2014-2015. Ces élèves poursuivent leur scolarité au collège de Chamalières puis dans le lycée polyvalent de la même commune pour les filières générales (ceux de la filière STI2D sont scolarisés au lycée Lafayette ou au lycée Roger-Claustres à Clermont-Ferrand et ceux de la filière STMG au lycée Sidoine-Apollinaire).
Dans l'enseignement privé, le pensionnat Sainte-Anne accueillait 88 élèves pour l'année scolaire 2014-2015. Ces élèves poursuivent leur scolarité au collège Sainte-Anne.

### Manifestations culturelles et festivités
Le four du village a été rénové, ainsi que ceux de Montrodeix et de La Font-de-l'Arbre depuis 2004. Les habitants y organisent des « inter-fours », qui rappellent les fêtes auvergnates d'autrefois : joie, bonne humeur, pain au four, aligot, andouillette maison…

### Médias
Les kiosques vendent La Montagne (édition de Clermont-Volcans).
La commune édite un bulletin municipal ainsi que Les nouvelles d'Orcines.

## Économie

### Emploi
En 2014, la population âgée de quinze à soixante-quatre ans s'élevait à 2 120 personnes, parmi lesquelles on comptait 76,9 % d'actifs dont 71,7 % ayant un emploi et 5,3 % de chômeurs.
On comptait 512 emplois dans la zone d'emploi. Le nombre d'actifs ayant un emploi résidant dans la zone étant de 1 543, l'indicateur de concentration d'emploi s'élève à 33,2 %, ce qui signifie que la commune offre moins d'un emploi par habitant actif.
La répartition des 624 emplois par catégorie socio-professionnelle et par secteur d'activité est la suivante :
| Échelle     | Agriculteurs exploitants | Artisans, commerçants, chefs d'entreprise | Cadres et professions intellectuelles supérieures | Professions intermédiaires | Employés | Ouvriers |
| ----------- | ------------------------ | ----------------------------------------- | ------------------------------------------------- | -------------------------- | -------- | -------- |
| Commune     | 4,0 %                    | 15,3 %                                    | 7,0 %                                             | 20,0 %                     | 29,2 %   | 24,4 %   |
| Département | 2,3 %                    | 6,6 %                                     | 15,5 %                                            | 24,7 %                     | 28,2 %   | 22,7 %   |
| France      | 1,7 %                    | 6,6 %                                     | 17,4 %                                            | 25,8 %                     | 28,1 %   | 20,5 %   |

| Échelle     | Agriculture | Industrie | Construction | Commerce, transports, services divers | Administration publique, enseignement, santé, action sociale |
| ----------- | ----------- | --------- | ------------ | ------------------------------------- | ------------------------------------------------------------ |
| Commune     | 3,2 %       | 11,7 %    | 12,6 %       | 37,2 %                                | 35,4 %                                                       |
| Département | 3,2 %       | 16,1 %    | 6,7 %        | 41,4 %                                | 32,6 %                                                       |
| France      | 2,7 %       | 12,5 %    | 6,7 %        | 46,2 %                                | 31,9 %                                                       |

1 289 des 1 543 personnes âgées de quinze ans ou plus (soit 83,5 %) sont des salariés. 14,8 % des actifs travaillent dans la commune de résidence.

### Entreprises
Au 1er janvier 2015, Orcines comptait 171 entreprises : 17 dans l'industrie, 30 dans la construction, 53 dans le commerce, le transport, l'hébergement et la restauration, 32 dans les services aux entreprises et 39 dans les services aux particuliers.
En outre, elle comptait 179 établissements.

### Agriculture
Au recensement agricole de 2010, Orcines comptait 21 exploitations agricoles. Ce nombre est en diminution par rapport à 2000 (28) et à 1988 (41).
La surface agricole utilisée était de 696 hectares, en diminution par rapport à 2000 (927 hectares).

### Commerce
La base permanente des équipements de 2014 recense sept commerces : une supérette, deux épiceries, un magasin de meubles, deux magasins d'articles de sports et de loisirs ainsi qu'un fleuriste.

### Tourisme
Orcines possède un office de tourisme.
Au 1er janvier 2017, la commune comptait trois hôtels (un hôtel deux étoiles et deux autres trois étoiles), totalisant 83 chambres, ainsi qu'un camping, situé dans le village de Chez Vasson, ouvert de mai à septembre, non classé avec 37 emplacements

## Culture locale et patrimoine

### Lieux et monuments

#### Patrimoine religieux
L'église Saint-Julien est un édifice roman, remanié au XIVe siècle. Moderne, son clocher est doté de quatre cloches, l'une de 1823, les trois autres de 1930.

Les stalles, du XVIIe siècle, disparues car vétustes, sont classées aux monuments historiques au titre objet le 20 octobre 1913. Calice et patène, de la même époque, le sont le 22 septembre 1995.

Église romane Saint-Julien
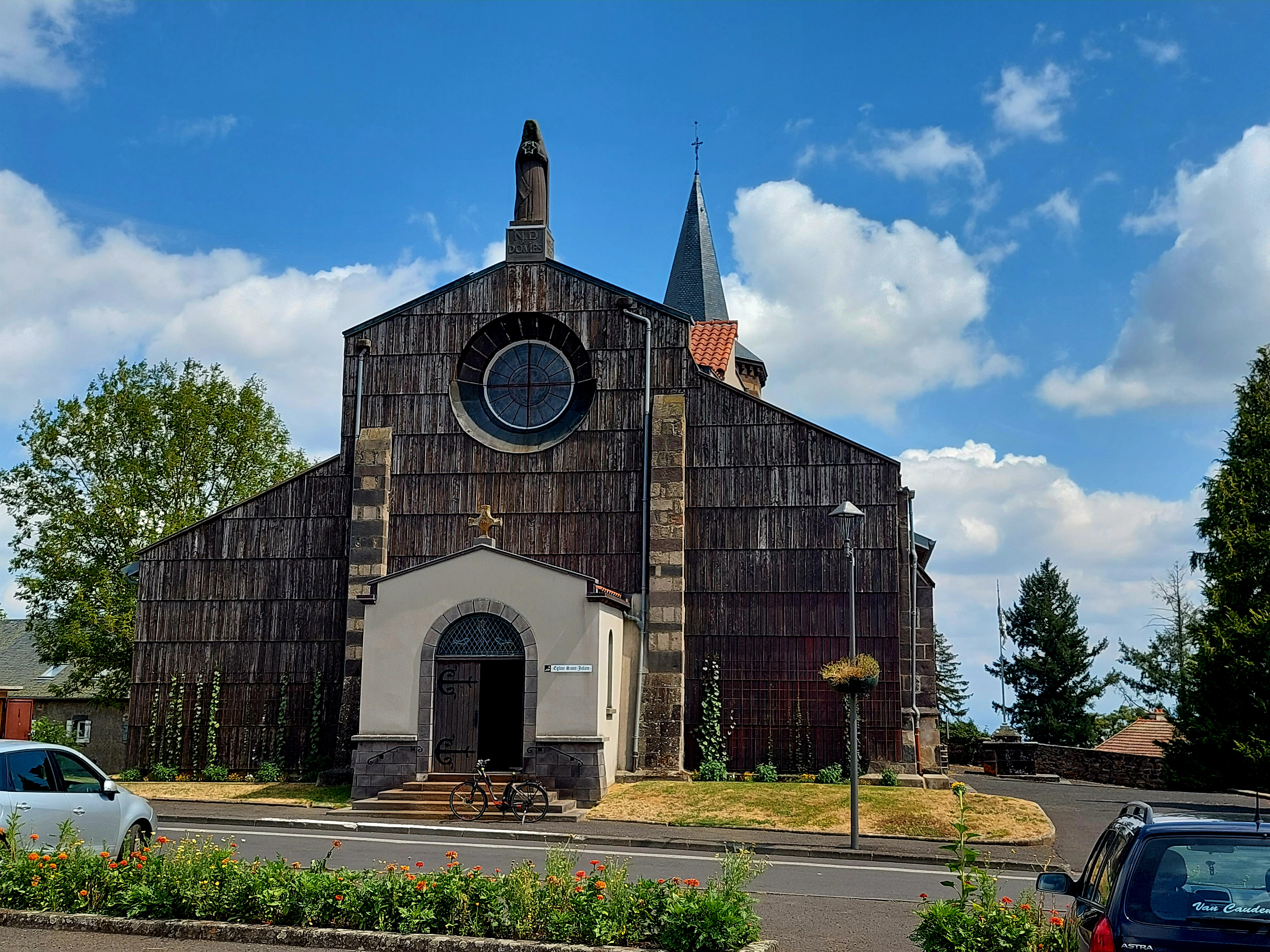
La façade principale
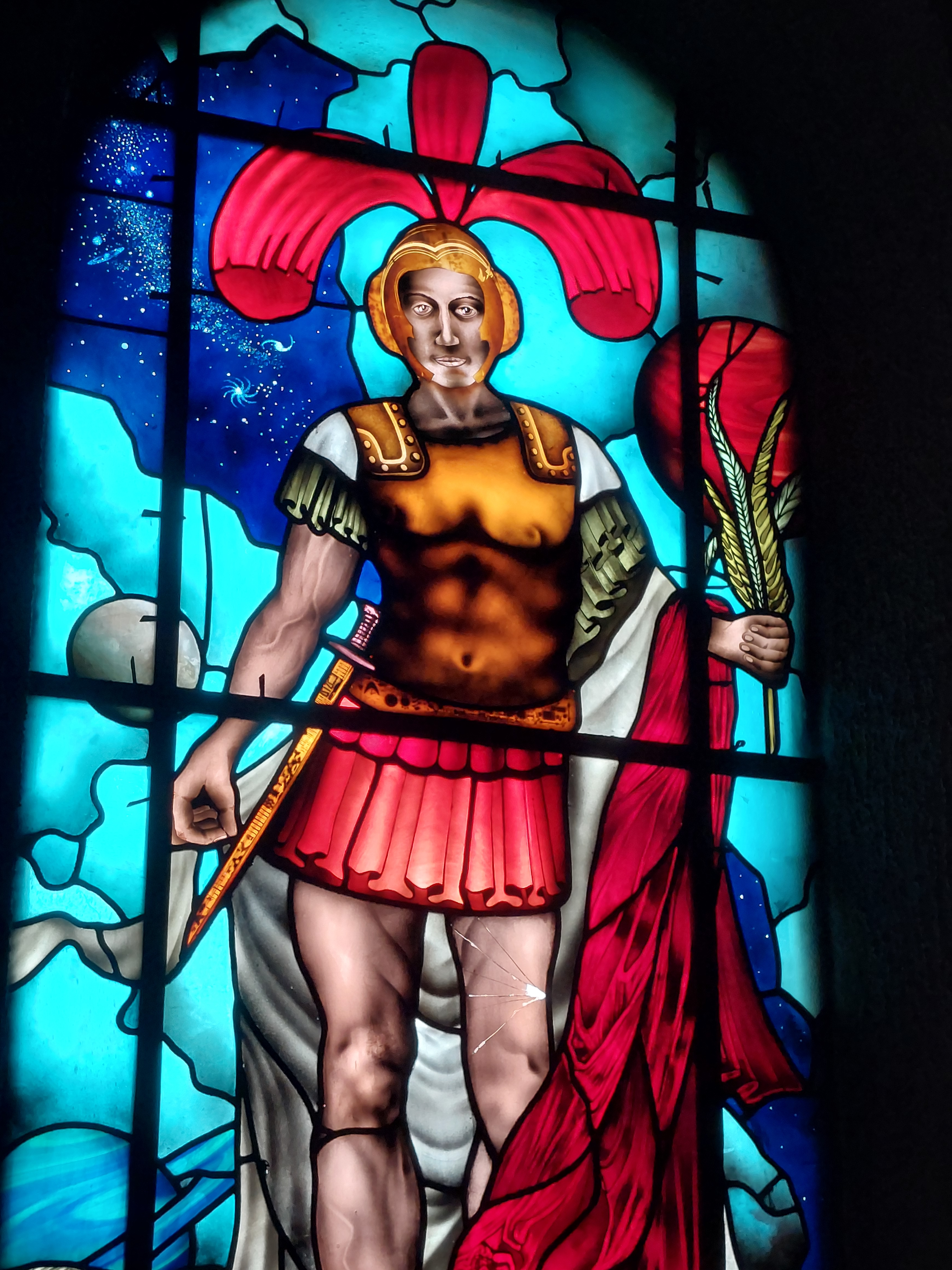
Saint-Julien, le Saint patron de l'église
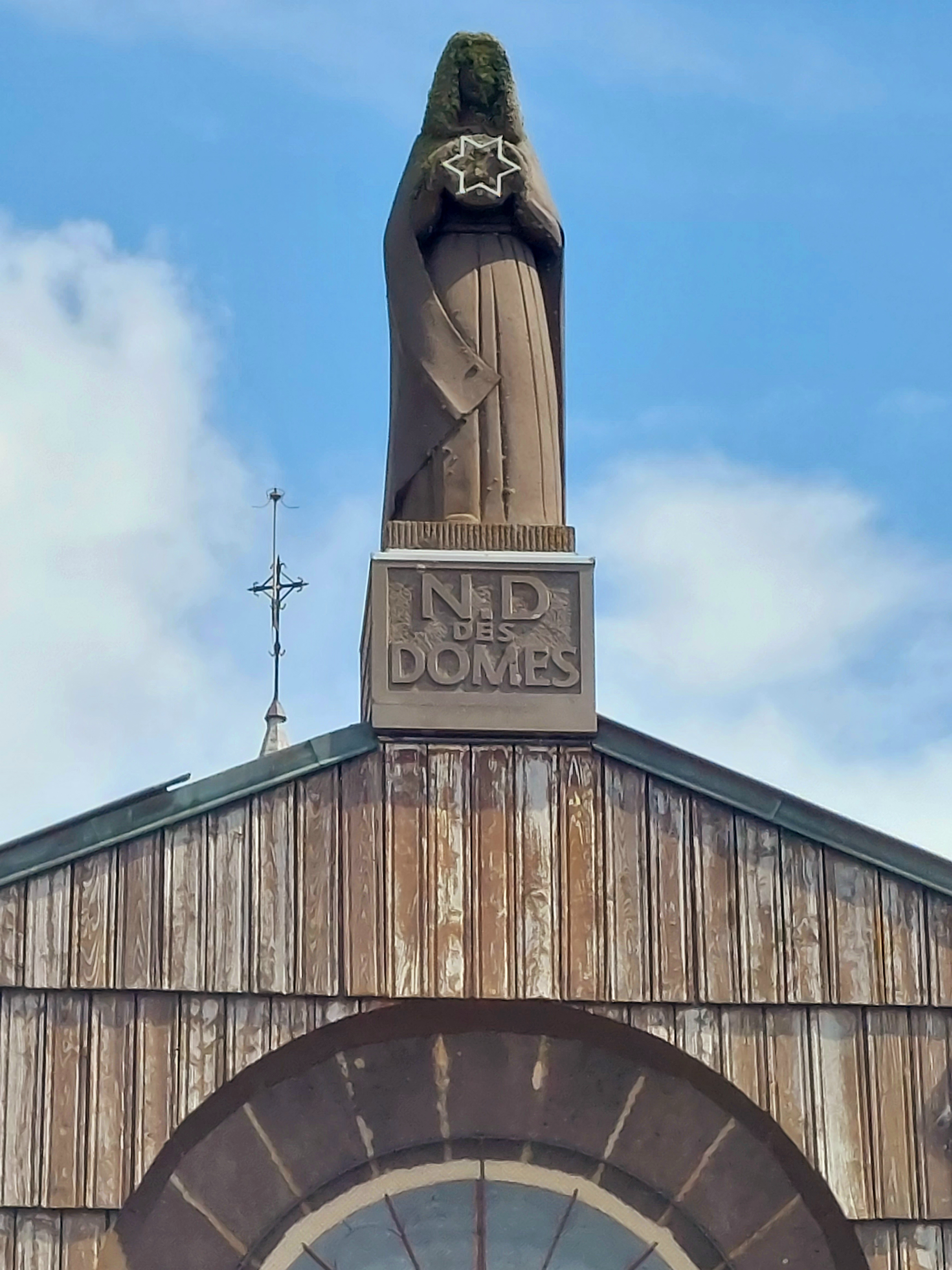
Notre-Dame-des-Dômes
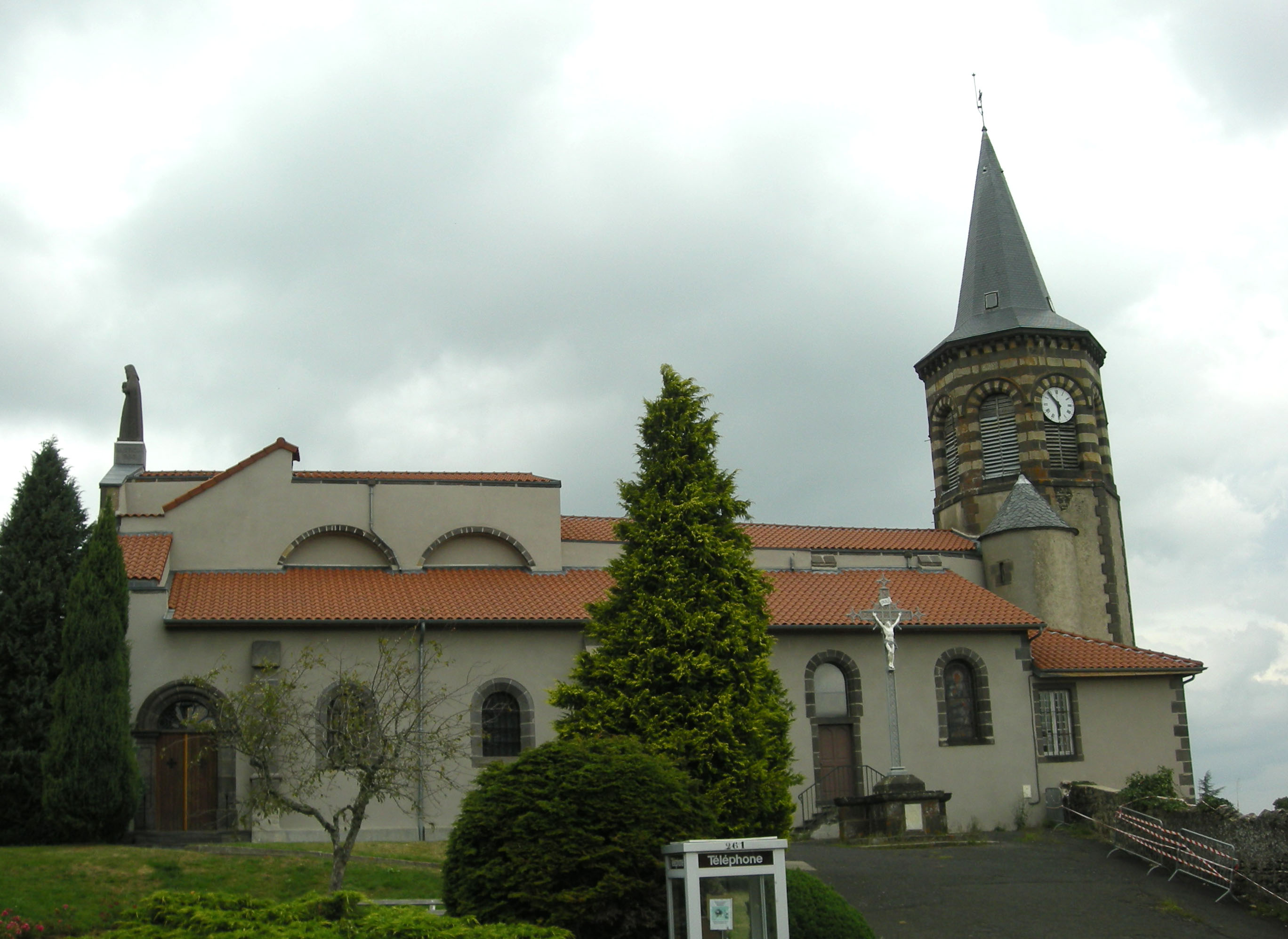
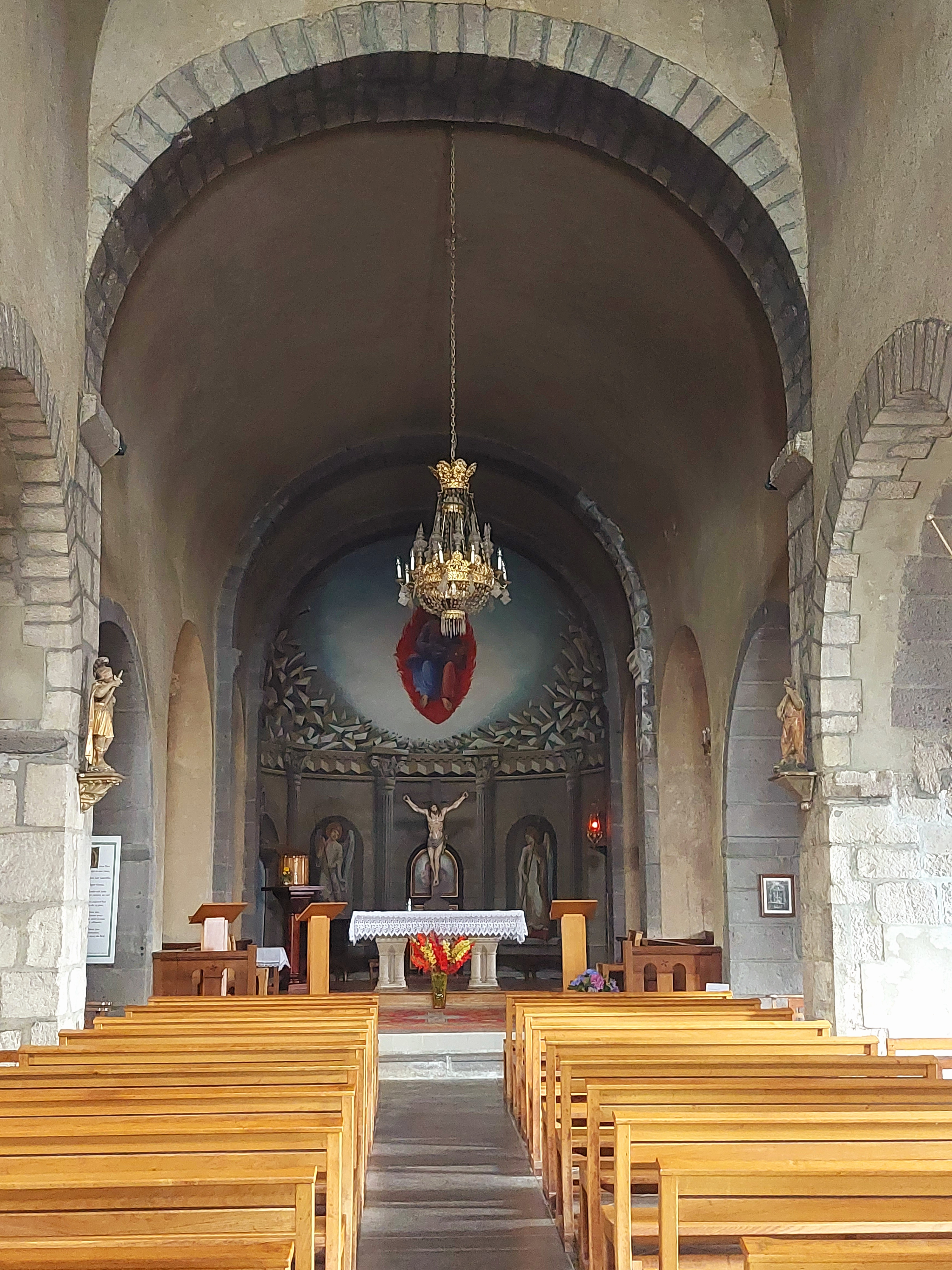
La nef
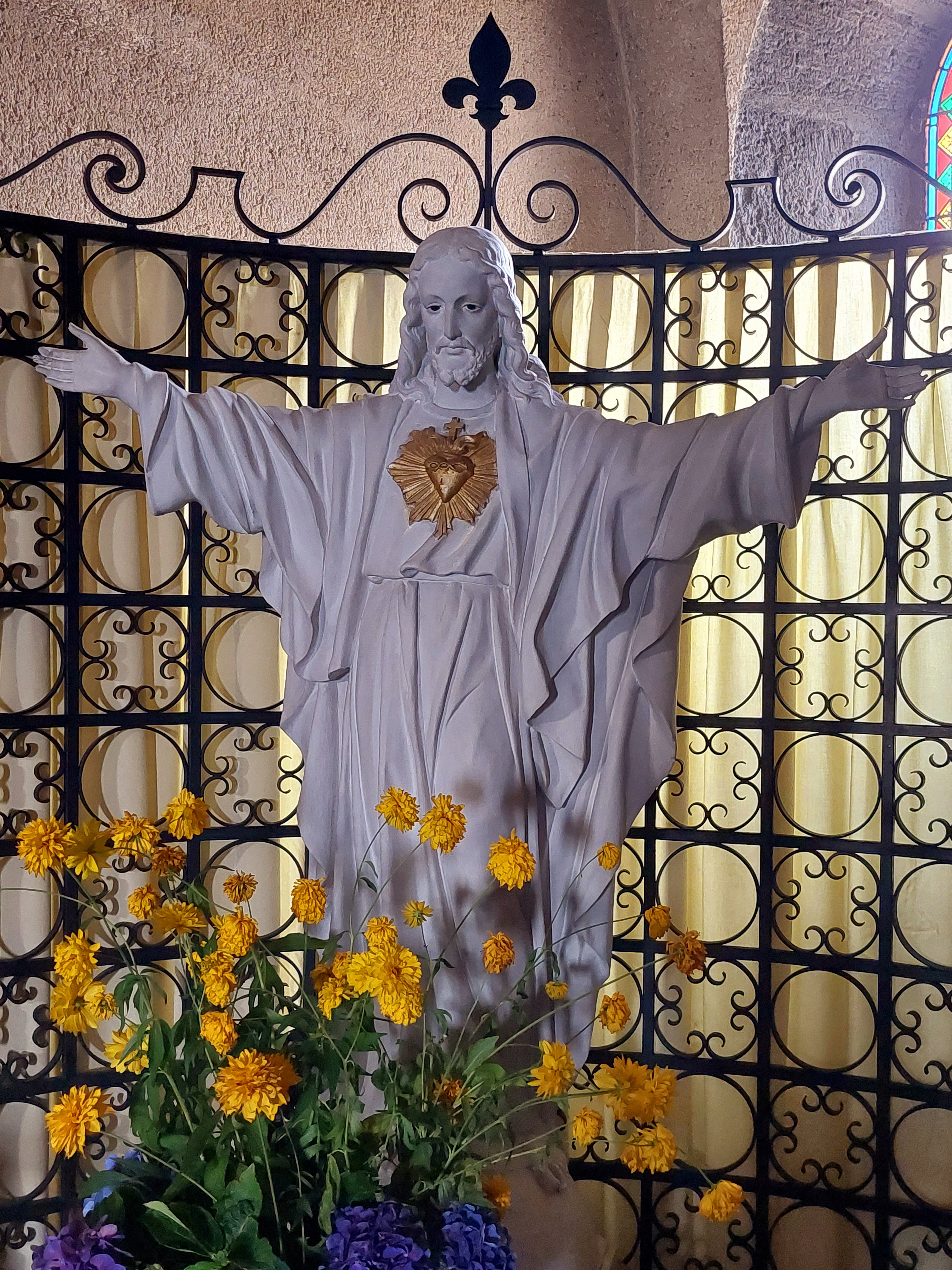
Statue Coeur Sacré de Jésus
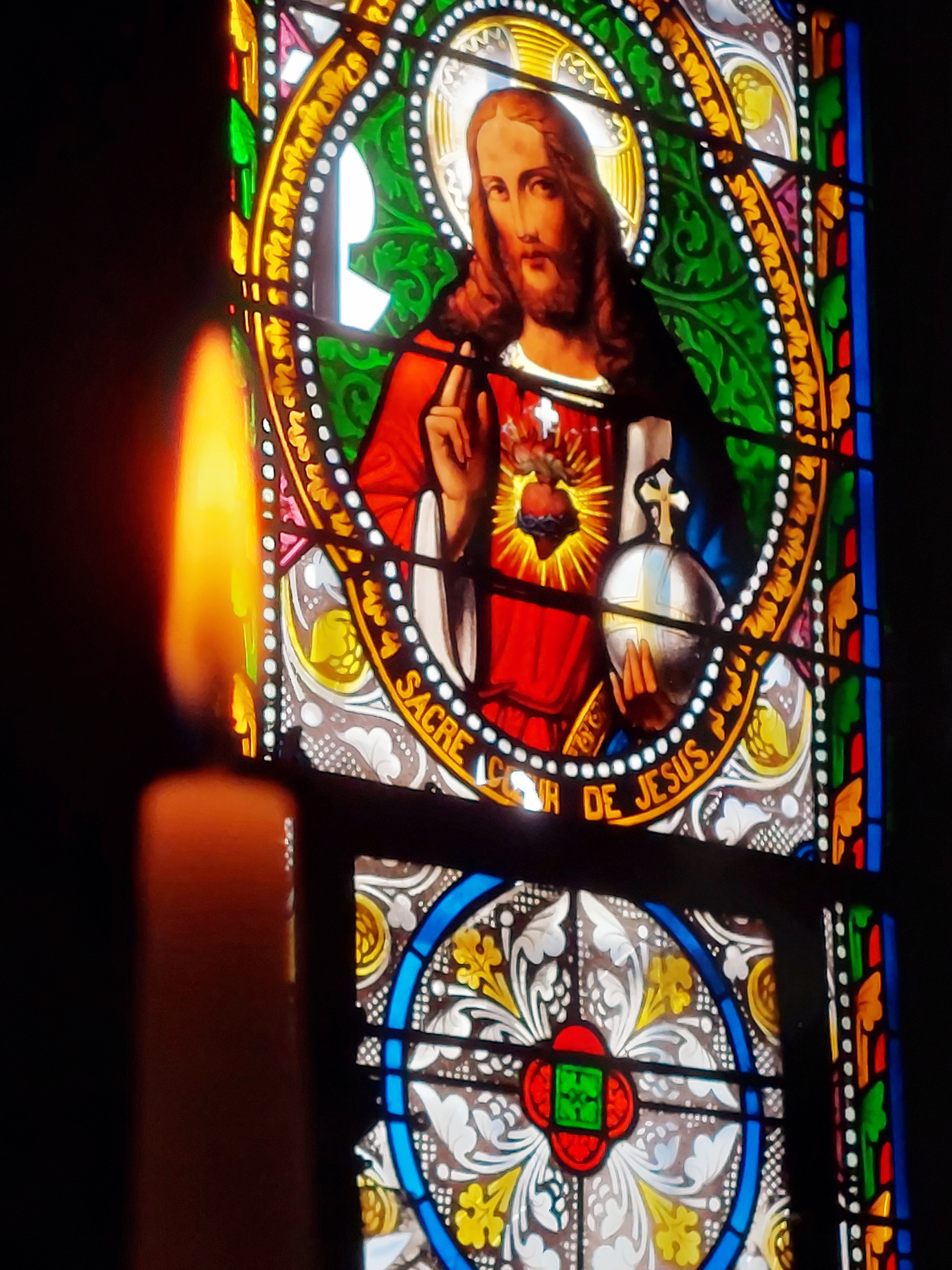
Vitrail Coeur Sacré de Jésus
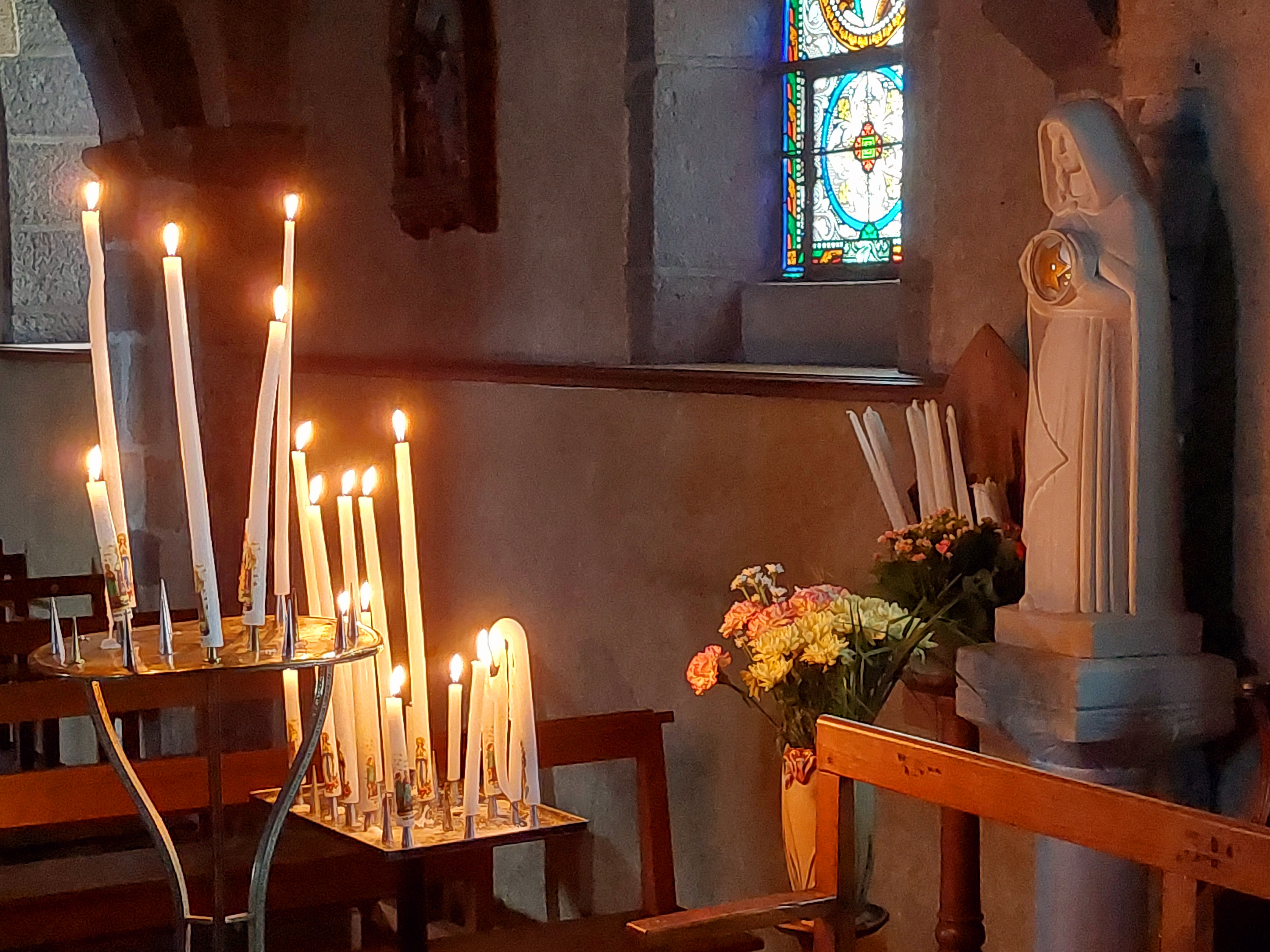
Chapelle Notre Dame des Dômes

#### Autres monuments
- Le château de Sarcenat
- La Bosse, demeure de la famille Michelin[50].
- La chaîne des Puys (puy de Dôme, puy Pariou, etc.)
- Entre Villars et le Cheix se trouvent les ruines d'un groupe d'habitations à pierre sèche datant des XIIIe et XIVe siècles. Il s'agit de pièces rectangulaires ou carrées, évidées en creusant dans l'amas des pierres d'une « cheire » (ancienne coulée volcanique). Fouillées de 1873 à 1877 par A. Julien et F. Bleynie de Chateauvieux, elles ont livré un matériel médiéval ou moderne publié en 1926 par le Dr Gaston Charvilhat[51].
- Le chapiteau, du milieu du Moyen Âge, est classé au titre des monuments historiques au titre objet le 30 août 1923[52].
- La croix de Ternant

### Patrimoine naturel
La commune d'Orcines fait partie de plusieurs zones naturelles d'intérêt écologique, faunistique et floristique (ZNIEFF) :
- la ZNIEFF « Secteur central des Dômes »[54] ;
- la ZNIEFF « Puy et cheire de Côme », à l'extrême ouest de la commune[55] ;
- la ZNIEFF « Puy de Dôme »[56] ;
- la ZNIEFF « Chaîne des Puys »[57] ;
- la ZNIEFF « Coteaux de Limagne occidentale »[58] ;
- la ZNIEFF « Coteaux de Villars », s'étendant sur 21 hectares[59].

Elle est adhérente du parc naturel régional des volcans d'Auvergne.

### Personnalités liées à la commune
C'est dans cette commune, au château de Sarcenat, qu'est né Pierre Teilhard de Chardin en 1881. Une plaque dans l'église d'Orcines rappelle qu'il y a été baptisé.
Le caveau de la famille Michelin se trouve dans le cimetière d'Orcines.
Eugene Bullard, pilote de chasse afro-américain, séjourna au camp de La Fontaine du Berger de janvier 1918 jusqu'à l'Armistice.

### Héraldique
| Blason de Orcines | Blason  | Tiercé en pairle: au 1er d'or à la croix de gueules, au 2e d'azur au caducée d'or, au 3e d'argent à l'ours rampant de sable, langué et armé de gueules. |
| Blason de Orcines | Détails | À gauche, le caducée, attribut du dieu Mercure, fait écho au temple qui lui était dédié au sommet du Puy-de-Dôme. La croix de gueules est celle du chapitre de la cathédrale de Clermont, qui possédait le fief d'Orcines jusqu'à la Révolution. Elle est également le symbole de la religion chrétienne, qui coiffe le symbolisme des deux éléments précédents. Armes parlantes (Ours > Orcines). Officiel |